# Andrea Moda S921
Der Andrea Moda S921 (nach einigen Quellen: S192) war ein Formel-1-Rennwagen des italienischen Motorsportteams Andrea Moda Formula, der in der Saison 1992 zu neun Rennen gemeldet wurde. Der 921 war ursprünglich für BMW entwickelt worden. Er gilt als der schwächste Rennwagen der Saison 1992. Sein Einsatz war mit Problemen und Skandalen verbunden. Nur einmal qualifizierte ein Fahrer den S921 für die Rennteilnahme, wo er dann in der elften Runde ausfiel.

## Hintergrund
Das in Ancona ansässige Team Andrea Moda Formula hatte seine Wurzeln in dem umbrischen Rennstall Coloni Racing, der von 1987 bis 1991 an 14 Formel-1-Rennen teilgenommen hatte. Nachdem Coloni in den Jahren 1990 und 1991 bei jedem Weltmeisterschaftslauf die Qualifikation verpasst hatte, musste der Teamgründer Enzo Coloni seinen erfolglosen und „finanziell am Boden liegenden“ Rennstall im Herbst 1991 veräußern. Käufer war der italienische Schuhfabrikant Andrea Sassetti, der keine Erfahrung im Motorsport hatte. Sassetti ließ den in seiner Grundkonstruktion zweieinhalb Jahre alten Coloni C4 mit einem Judd-Motor und einer Dallara-Hinterachse ausrüsten und wollte mit dieser als Coloni C4B bezeichneten Konstruktion an der Weltmeisterschaft 1992 teilnehmen. Da Sassetti allerdings nicht die Startberechtigung des Coloni-Teams übernommen hatte, sah die FIA Andrea Moda nicht als Nachfolger Colonis, sondern als neues Team an. Sie verlangte daraufhin von Sassetti die Entrichtung der für neue Teams notwendigen Sicherheitsleistung („deposit“) sowie den Einsatz eines Autos, das – anders als der C4B – nicht zuvor schon einmal bei einem anderen Team eingesetzt worden war. Als Sassetti dieser Forderung nicht nachkam, wurde Andrea Moda vor dem ersten Saisonrennen von der Teilnahme an der Weltmeisterschaft ausgeschlossen. Einige Beobachter vermuten, dass diese Entscheidung auf Bernie Ecclestone zurückzuführen war, der seit einigen Jahren versuchte, schwach strukturierte Teams aus der Formel 1 zu entfernen. In den folgenden Wochen einigte sich Sassetti mit der FIA darauf, dass sein Team wieder an der Weltmeisterschaft teilnehmen durfte; Voraussetzung war allerdings der Einsatz eines neuen Autos. Das Fehlen des Teams in Südafrika wurde als höhere Gewalt qualifiziert, sodass es für Andrea Moda folgenlos blieb.
Andrea Modas neues Auto war der S921. Der Wagen war 1990 in Großbritannien im Auftrag von BMW von dem Motorsportzulieferer Simtek konstruiert worden, der ab 1994 mit einem eigenen Rennstall an der Formel 1 teilnahm. BMW hatte 1990 den werksseitigen Einstieg in die Formel 1 erwogen; das bei Simtek konstruierte Auto sollte als erster Schritt dienen, das Formel-1-Umfeld näher kennenzulernen. Im folgenden Jahr entschied sich BMW letztlich gegen die Formel 1. Die beiden 1990 konstruierten Autos verblieben zunächst bei Simtek. Max Mosley, der ab 1991 FIA-Präsident war und zudem zu den Miteigentümern Simteks gehörte, stellte im März 1992 den Kontakt von Simtek und Andrea Moda her. Damit wurde einerseits Andrea Moda mit einem neuen Chassis versorgt; andererseits konnte eine zwei Jahre alte Simtek-Konstruktion ein zweites Mal gewinnbringend verwertet werden.
Im März 1992 wurde das Simtek-Auto notdürftig an Sassettis Motor- und Getriebetechnik angepasst. Bereits Anfang April 1992 wurde der Wagen als Andrea Moda S921 der Öffentlichkeit präsentiert.

## Konstruktion
Verantwortlicher Konstrukteur des Andrea Moda S921 war der britische Ingenieur Nick Wirth, neben Mosley einer der Inhaber Simteks. Im Laufe des Jahres betreuten Paul Burgess als technischer Direktor sowie Riccardo Rosa und Silvio Romero als Mechaniker die Wagen. Burgess, der gelegentlich als Konstrukteur des Autos bezeichnet wird, distanzierte sich später vom S921: Er habe lediglich hier und da ein paar Tipps gegeben, um das Auto besser zu machen.
Der S921 gilt als einfache, konventionelle Konstruktion ohne Besonderheiten. Die Aufhängung bestand vorn und hinten aus Doppelquerlenkern. Ein aktives Fahrwerk, wie es bei den größeren Teams seit einiger Zeit verwendet wurde, hatte der S921 nicht. Die Karosserie des S921 erinnerte Beobachter „mehr an ein Auto von 1990 als an eines von 1992“. Als Antrieb dienten Zehnzylindermotoren von Judd (Typ GV). Bei ihnen handelte es sich um gebrauchte Exemplare, die im Jahr zuvor bei der Scuderia Italia eingesetzt worden waren. Die Leistung des 3,5-Liter-V10-Motors wird mit 770 PS angegeben. Die Kraftübertragung erfolgte über ein manuell geschaltetes Sechsganggetriebe, das in den meisten Quellen als Eigenkonstruktion Andrea Modas bezeichnet wird; einige Vermutungen gehen aber dahin, dass es sich tatsächlich um die letztjährigen Getriebe der Scuderia Italia handelte. Das Fahrzeuggewicht wird je nach Quelle mit 525 kg bzw. 550 kg beziffert.

## Produktionsumfang
Von dem S921 entstanden zwei Exemplare. Die anfängliche Absicht, ein drittes Fahrzeug aufzubauen, wurde früh aus Kostengründen aufgegeben. Das erste Fahrzeug (S921/1) war in Brasilien fertig, das zweite (S921/2) entstand erst kurz vor dem Großen Preis von Spanien. Zu keiner Zeit waren beide Autos gleichzeitig einsatzbereit. Das Team hatte im Laufe der Saison nicht genügend Teile, um den S921/1 und den S921/2 zur gleichen Zeit renntauglich zu machen. Tatsächlich diente der S921/2 zumeist als Reservefahrzeug und Teileträger für den S921/1. Bevor der S921/2 auf die Strecke geschickt wurde, mussten die Mechaniker diverse Komponenten aus dem S921/1 aus- und in den S921/2 einbauen. In einem Fall betraf das die Lenksäule, in einem anderen Fall Teile der Radaufhängungen. Zeitweise wurde der S921/2 mit Teilen ausgestattet, die aufgrund eines Defekts im S921/1 aussortiert worden waren.

## Sponsoren

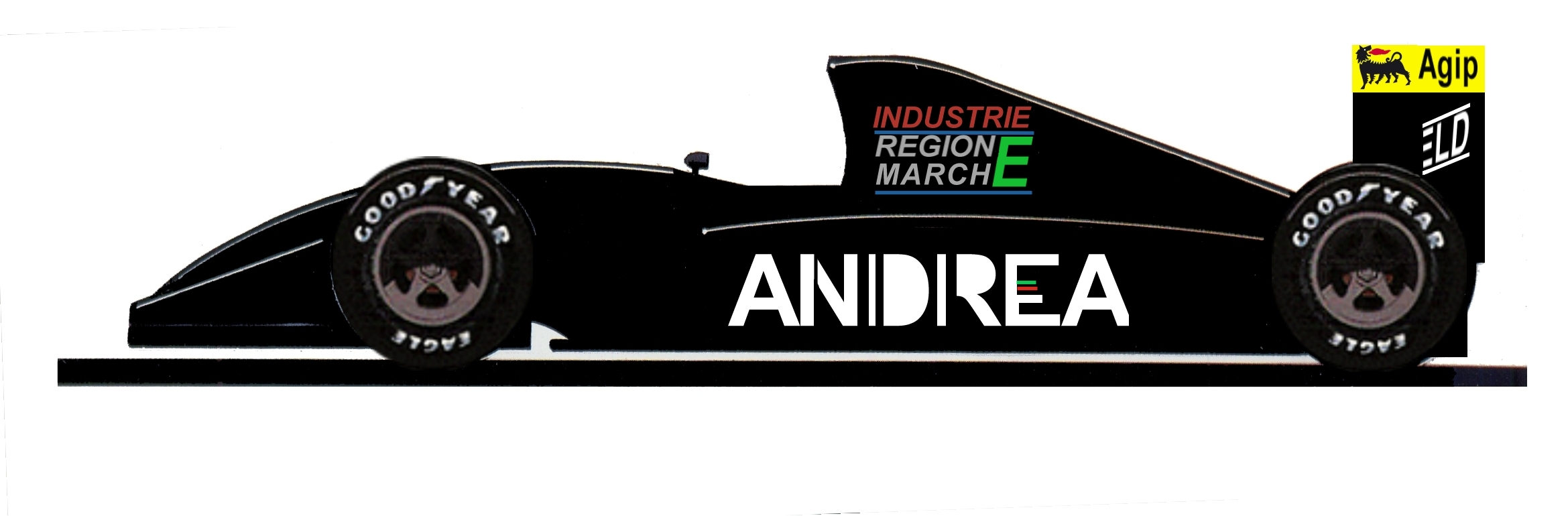
Der S921 in der Lackierung des Großen Preises von Ungarn 1992

Das schwarz lackierte Auto war zu Saisonbeginn mit zahlreichen Sponsoraufklebern versehen. Der Sportbekleidungshersteller Ellesse, der Küchenausrüster Guzzini und zahlreiche andere, zumeist italienische Unternehmen warben auf den Autos. Nach dem Großen Preis von Frankreich zogen sich nahezu alle Sponsoren zurück, sodass die S921 in Großbritannien und in Deutschland schwarz und fast vollständig ohne Aufkleber erschienen. Zu den Großen Preisen von Ungarn und Belgien erhielt Andrea Moda Unterstützung durch den Industrieverband der ostitalienischen Region Marken, der Heimatprovinz des Teamchefs Andrea Sassetti. Industrie Regione Marche warb hier mit einem großflächigen Aufkleber auf der Motorhaube.

## Fahrer
Als Fahrer waren anfänglich – wie beim Vorgängermodell Coloni C4B – Enrico Bertaggia und Alex Caffi vorgesehen. Beide erschienen zum Großen Preis von Mexiko Ende März 1992. Da zu dieser Zeit die beiden S921 allerdings noch nicht einsatzbereit waren, zog Andrea Sassetti die Meldung seines Teams zurück. Nachdem Bertaggia und Caffi daraufhin mehrmals öffentlich ihre Unzufriedenheit über die Entwicklung des Teams geäußert hatten, wurden sie entlassen. Sassetti ersetzte sie für die folgenden Rennen durch Roberto Moreno sowie den britischen Debütanten Perry McCarthy, der erst zum Großen Preis von Spanien die Superlizenz erhielt. In der Folgezeit versuchte Sassetti, an McCarthys Stelle wieder Enrico Bertaggia zu melden, der zwischenzeitlich neue Sponsoren gefunden hatte. Da Andrea Moda allerdings die maximal zulässige Anzahl an Fahrerwechseln bereits vollzogen hatte, ließ die FISA einen weiteren Wechsel nicht zu. McCarthy wurde daraufhin zum ungeliebten Kind des Teams. Sassetti benachteiligte ihn in der Folgezeit konsequent, sodass McCarthy kaum zum Fahren kam. Seine Rolle erinnerte an die Claudio Langes’ bei EuroBrun 1990.
Moreno erhielt den S921/1, während der zumeist nicht rennbereite S921/2 für McCarthy gemeldet wurde.

## Renneinsätze

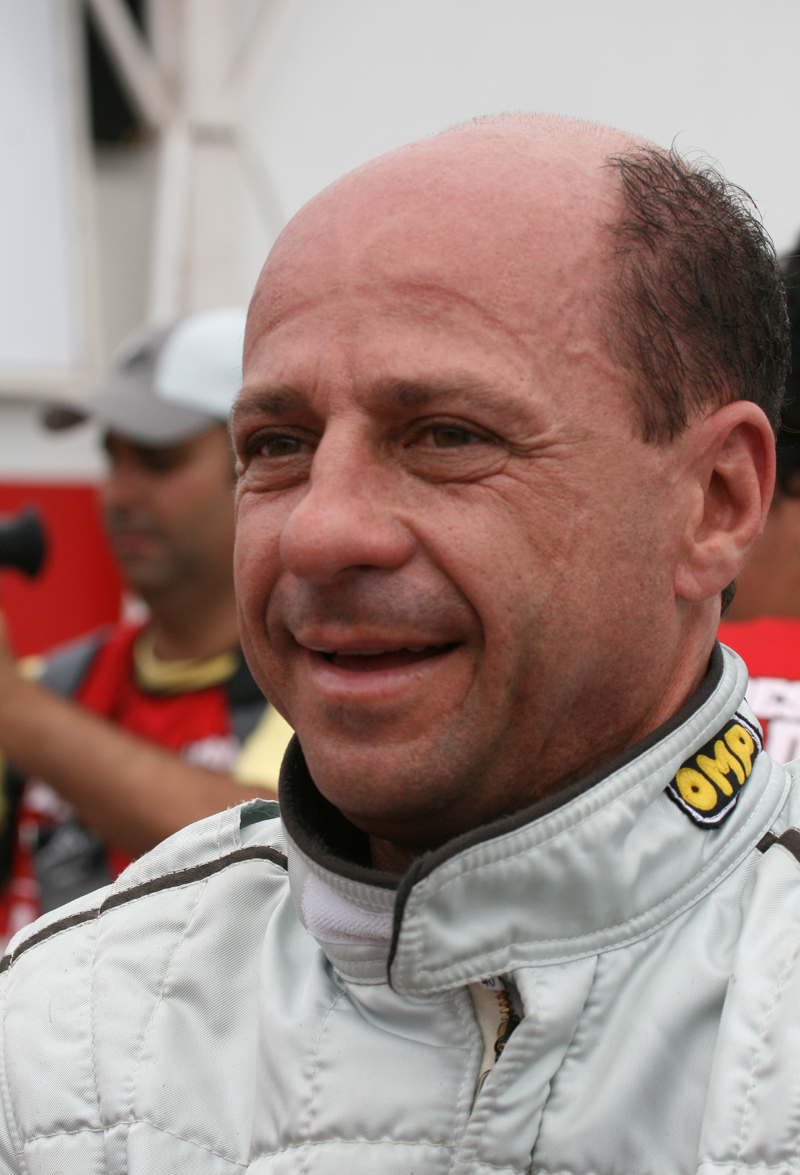
Bestritt das einzige Formel-1-Rennen des S921: Roberto Moreno

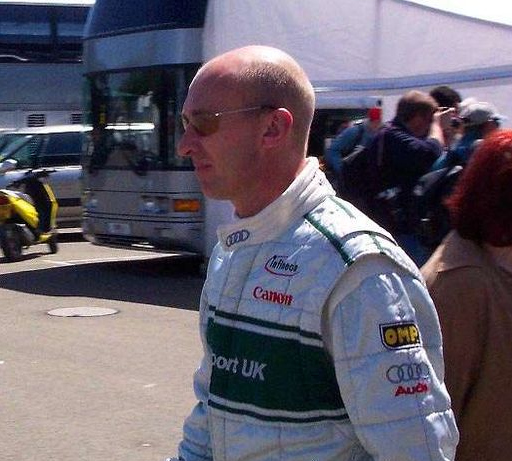
Oft am Fahren gehindert: Perry McCarthy

Der Andrea Moda S921 wurde zu neun Rennen der Formel-1-Saison 1992 gemeldet. Formal war Andrea Moda ein Team, das mit zwei Autos an den Start ging; tatsächlich wurde aber zumeist nur ein Auto ernsthaft eingesetzt. Das zweite Fahrzeug war häufig nicht in rennbereitem Zustand und drehte, ähnlich wie EuroBrun es in der Saison 1990 praktiziert hatte, bei den meisten Rennen nur einzelne langsame Runden, um dem Erfordernis eines Zwei-Wagen-Teams der Form nach zu genügen.
Das Debüt des Andrea Moda S921 wurde für den Großen Preis von Mexiko angekündigt. Das Team und einige Teile des Autos waren in Mexiko anwesend, einzelne Komponenten fehlten jedoch, sodass die Autos nicht zusammengebaut werden konnten. Sassetti zog daraufhin die Meldung für das Mexiko-Rennen zurück.
Letztlich debütierte der S921 beim Großen Preis von Brasilien. Hier war nur Morenos S921/1 einsatzbereit. Er fuhr nur in der Vorqualifikation. In seiner schnellsten Runde war er nahezu 50 km/h langsamer als Nigel Mansell, der im Williams FW14B die Poleposition herausfuhr. Moreno verpasste die Vorqualifikation um 15 Sekunden.
Beim anschließenden Rennen in Spanien legten weder Moreno noch McCarthy in der Vorqualifikation eine vollständige Runde zurück: Der Motor von Morenos Auto erlitt in der ersten Runde einen Defekt. Danach sollte McCarthy in seinem Auto (S921/2) drei langsame Runden absolvieren, bevor er den Wagen an Moreno übergeben sollte. Dazu kam es nicht: McCarthys Motor explodierte bereits unmittelbar nach dem Verlassen der Boxengasse. McCarthy kommentierte seine ersten Erfahrungen mit dem S921 mit Sarkasmus: „Das Auto untersteuert!“
In San Marino war der S921 konkurrenzfähiger: Moreno verpasste die Vorqualifikation nur um eine Zehntelsekunde. McCarthy fuhr im zweiten S921 je nach Quelle sieben oder acht Runden, war aber annähernd neun Sekunden langsamer als Moreno.
Beim anschließenden Rennen in Monaco gelang Roberto Moreno die einzige Qualifikation in der Geschichte seines Teams. In der Vorqualifikation erreichte er mit 1:27,186 Minuten die drittschnellste Rundenzeit und ließ damit Andrea Chiesa im Fondmetal GR01 sowie Ukyō Katayama im Venturi hinter sich. Im Zeittraining war er 0,02 Sekunden schneller als Eric van de Poele und 0,5 Sekunden schneller als Damon Hill, die beide einen identisch motorisierten Brabham fuhren. Mit diesem Vorsprung qualifizierte sich Moreno für den 26. und letzten Startplatz. Im Rennen blieb Moreno Letzter, lag aber nach Ausfällen vorplatzierter Fahrer in Runde zehn bereits auf Platz 19. In der elften Runde fiel Moreno mit einem Motordefekt aus. Perry McCarthy durfte in der Vorqualifikation lediglich drei einzelne, nicht gezeitete Runden zurücklegen; danach musste er auf Anweisung des sportlichen Direktors Frédéric Dhainhaut seinen Wagen in der Box abstellen, um ihn als Ersatzauto für Moreno vorzuhalten. McCarthys kurzes Auftreten in Monaco wird in der Literatur vielfach als bloßer „Alibieinsatz“ gewertet.
Beim Großen Preis von Kanada hatte Andrea Moda zunächst keine Motoren zur Verfügung. Angeblich war die Kiste mit den Judd-Motoren durch einen Fehler der Fluggesellschaft British Airways nicht in das richtige Flugzeug geladen worden und war in Großbritannien verblieben. Andere Stimmen meinten, dass der Motorenlieferant John Judd die Ladung wegen nicht bezahlter Rechnungen absichtlich zurückgehalten hatte. Andrea Sassetti lieh sich in Montréal schließlich einen bauartgleichen Motor des Brabham-Teams, den er in Morenos Auto einbauen ließ. Die Meldung McCarthys wurde unter Berufung auf höhere Gewalt zurückgezogen. Zum folgenden Rennen in Frankreich erschien das Andrea-Moda-Team nicht: Durch einen Fernfahrerstreik waren im Juli 1992 zeitweise die französischen Autobahnen blockiert. Alle Teams konnten die Sperren umgehen, nur der Lastwagen Andrea Modas saß fest und erreichte die Rennstrecke in Magny-Cours nicht rechtzeitig. Daraufhin zogen sich sämtliche Sponsoren von Andrea Moda zurück.
In Großbritannien verpasste Moreno die Vorqualifikation um zwei Sekunden; auf den letzten Startplatz fehlten ihm vier Sekunden. McCarthy wurde in Silverstone mit alten Regenreifen auf die trockene Strecke geschickt. Er absolvierte lediglich zwei Runden. Die beste Zeit, die er damit erreichte, lag 16 Sekunden über der von Moreno.
Beim Großen Preis von Deutschland war Moreno drei Sekunden langsamer als der letzte Qualifikant. McCarthy erhielt von der Teamleitung die Erlaubnis, in der Vorqualifikation eine Runde zurückzulegen. Als er in die Boxengasse zurückkehrte, ließ er versehentlich die Gewichtskontrolle aus und wurde daraufhin disqualifiziert.
Da das ebenfalls der Vorqualifikation unterliegende Brabham-Team in Ungarn aus finanziellen Gründen nur mit einem Auto erschien, traten in der Vorqualifikation nur noch fünf Fahrer an, von denen die schnellsten vier zur Teilnahme am Qualifying berechtigt waren. Zum zweiten Mal in diesem Jahr überstand Moreno daraufhin die Vorqualifikation. Allerdings verpasste er im Zeittraining die Qualifikation um 2,3 Sekunden. McCarthy wurde erst 45 Sekunden vor Ende der Vorqualifikation erstmals auf die Strecke gelassen; damit hatte er keine Chance, eine gezeitete Runde zu absolvieren. Die FIA forderte Andrea Moda daraufhin auf, beim kommenden Rennen in Belgien für beide Fahrzeuge „ernsthafte Bemühungen zu unternehmen, sich zum Rennen zu qualifizieren“; für den Fall der Nichtbeachtung wurde ein Ausschluss von weiteren Weltmeisterschaftsläufen in Aussicht gestellt.
In Belgien war, nachdem sich das Brabham-Team vollständig aus der Formel 1 zurückgezogen hatte, das Erfordernis der Vorqualifikation entfallen; beide Andrea-Moda-Piloten waren damit automatisch zum Zeittraining zugelassen. Im Freitagstraining waren Moreno und McCarthy die langsamsten Fahrer. Moreno fehlten 14,5 Sekunden auf die Polezeit von Nigel Mansell, McCarthy war nochmals zehn Sekunden langsamer. Grund hierfür war eine ungenügend befestigte Lenksäule. Der Fehler war den Mechanikern bekannt, bevor McCarthy auf die Strecke ging. In der Nacht zum Samstag wurde Sassetti von der belgischen Polizei im Fahrerlager verhaftet und verbrachte eine Nacht im Gefängnis. Anlass war die Klage eines Kunden, Sassetti hätte ihn mit einem nicht gedeckten Scheck bezahlt. Diesen Vorgang nahm die FISA zum Anlass, Andrea Moda Formula unverzüglich von der Formel-1-Weltmeisterschaft auszuschließen. Zur Begründung wurde vorgetragen, das Verhalten des Teams sei geeignet, den Ruf der Formel 1 zu beschädigen.

## Verbleib der Autos
Eine Quelle behauptet, beide S921-Exemplare befänden sich nach wie vor im Besitz Andrea Sassettis. Nach anderen Angaben steht ein Auto in einer Mailänder Sammlung, während das zweite von Sassetti verwahrt und gelegentlich von ihm selbst auf dem Misano World Circuit Marco Simoncelli gefahren wird. Ein Exemplar des S921 wurde in den Jahren 2016 und 2017 bei der Veranstaltung „ADAC Salzburgring Classic - Sound of Speed“ bewegt, trug dort allerdings die Lackierung eines zeitgenössischen Williams. Der Fahrer stammt aus Österreich, die Besitzverhältnisse sind jedoch unklar.

## Konzeptioneller Nachfolger

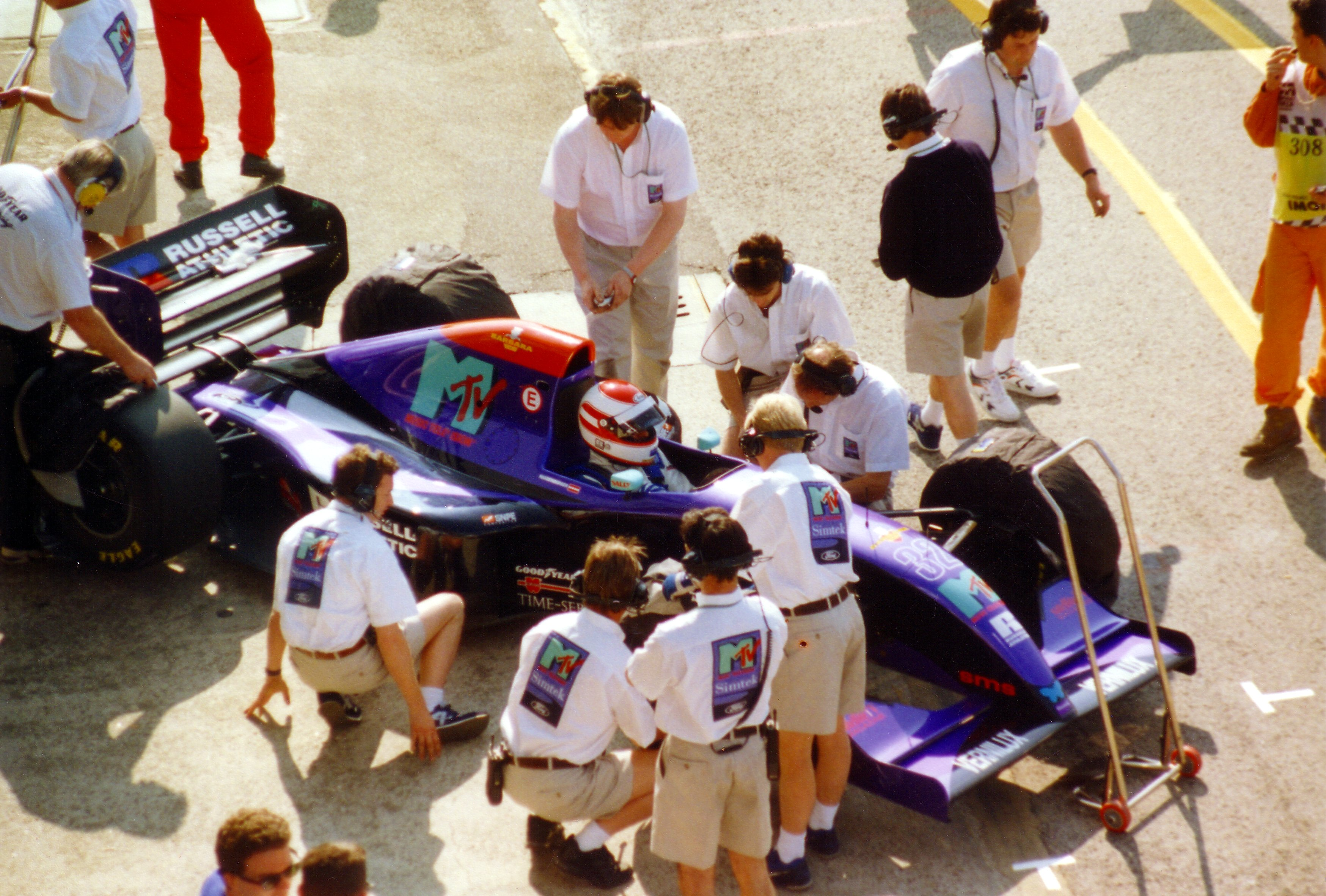
Konzeptionell eng mit dem Andrea Moda S921 verwandt: Der Simtek S941 von 1994

Im Spätsommer 1992 entwickelte Nick Wirth einen Rennwagen für das neu gegründete spanische Team Bravo España. Der Bravo S931 wird allgemein als überarbeitete Version des Andrea Moda S921 angesehen. Der Bravo wurde nicht komplettiert, da das Team nach dem überraschenden Tod eines Managers Anfang 1993 seine Meldung zurückzog. Wirth realisierte schließlich den Simtek S941, der in der Formel-1-Saison 1994 zum Einsatz kam und mit dem Bravo S931 sowie dem Andrea Moda S921 technisch eng verwandt war. In diesem Auto starb Roland Ratzenberger beim Großen Preis von San Marino 1994.

## Rennergebnisse
Andrea Moda S921 Judd GV V10
| Fahrer               | Nr.                  | 1 | 2   | 3    | 4    | 5    | 6    | 7    | 8 | 9    | 10   | 11   | 12  | 13 | 14 | 15 | 16 | Punkte | Rang |
| -------------------- | -------------------- | - | --- | ---- | ---- | ---- | ---- | ---- | - | ---- | ---- | ---- | --- | -- | -- | -- | -- | ------ | ---- |
| Formel-1-Saison 1992 | Formel-1-Saison 1992 |   |     |      |      |      |      |      |   |      |      |      |     |    |    |    |    | 0      | –    |
| A. Caffi             | 34                   |   | DNS |      |      |      |      |      |   |      |      |      |     |    |    |    |    | 0      | –    |
| R. Moreno            | 34                   |   |     | DNPQ | DNPQ | DNPQ | DNF  | DNPQ |   | DNPQ | DNPQ | DNQ  | DNQ |    |    |    |    | 0      | –    |
| E. Bertaggia         | 35                   |   | DNS |      |      |      |      |      |   |      |      |      |     |    |    |    |    | 0      | –    |
| P. McCarthy          | 35                   |   |     |      | DNPQ | DNPQ | DNPQ |      |   | DNPQ | DSQ  | DNPQ | DNQ |    |    |    |    | 0      | –    |

| Legende  | Legende            | Legende                                                          |
| Farbe    | Abkürzung          | Bedeutung                                                        |
| -------- | ------------------ | ---------------------------------------------------------------- |
| Gold     | –                  | Sieg                                                             |
| Silber   | –                  | 2. Platz                                                         |
| Bronze   | –                  | 3. Platz                                                         |
| Grün     | –                  | Platzierung in den Punkten                                       |
| Blau     | –                  | Klassifiziert außerhalb der Punkteränge                          |
| Violett  | DNF                | Rennen nicht beendet (did not finish)                            |
| Violett  | NC                 | nicht klassifiziert (not classified)                             |
| Rot      | DNQ                | nicht qualifiziert (did not qualify)                             |
| Rot      | DNPQ               | in Vorqualifikation gescheitert (did not pre-qualify)            |
| Schwarz  | DSQ                | disqualifiziert (disqualified)                                   |
| Weiß     | DNS                | nicht am Start (did not start)                                   |
| Weiß     | WD                 | zurückgezogen (withdrawn)                                        |
| Hellblau | PO                 | nur am Training teilgenommen (practiced only)                    |
| Hellblau | TD                 | Freitags-Testfahrer (test driver)                                |
| ohne     | DNP                | nicht am Training teilgenommen (did not practice)                |
| ohne     | INJ                | verletzt oder krank (injured)                                    |
| ohne     | EX                 | ausgeschlossen (excluded)                                        |
| ohne     | DNA                | nicht erschienen (did not arrive)                                |
| ohne     | C                  | Rennen abgesagt (cancelled)                                      |
| ohne     | keine WM-Teilnahme |                                                                  |
| sonstige | P/fett             | Pole-Position                                                    |
| sonstige | 1/2/3/4/5/6/7/8    | Punktplatzierung im Sprint-/Qualifikationsrennen                 |
| sonstige | SR/kursiv          | Schnellste Rennrunde                                             |
| sonstige | *                  | nicht im Ziel, aufgrund der zurückgelegten Distanz aber gewertet |
| sonstige | ()                 | Streichresultate                                                 |
| sonstige | unterstrichen      | Führender in der Gesamtwertung                                   |